# Dhandhuka
Dhandhuka är en ort i Indien.   Den ligger i distriktet Ahmadābād och delstaten Gujarat, i den västra delen av landet, 900 km sydväst om huvudstaden New Delhi. Dhandhuka ligger 31 meter över havet och antalet invånare är 30 049.
Terrängen runt Dhandhuka är mycket platt. Runt Dhandhuka är det ganska tätbefolkat, med 100 invånare per kvadratkilometer. Det finns inga andra samhällen i närheten. Trakten runt Dhandhuka består till största delen av jordbruksmark.